# آلان جونز (سائق سباقات)
آلان جونز (بالإنجليزية: Alan Jones)‏ مواليد 2 نوفمبر 1946 في ملبورن، هو سائق فورملا 1 أسترالي سابق بدأ مسيرته الاحترافية سنة 1975. حائز على بطولة العالم للفورملا 1. كان أول سباق له هو جائزة إسبانيا الكبرى 1975، حقق أول فوز له في جائزة النمسا الكبرى 1977. خاض خلال مسيرته 117 سباقاً فاز في 12 منها.

## سباقات شارك فيها
- لو مان 24 ساعة
- بطولة العالم للسيارات الرياضية
- بطولة فورمولا 3 البريطانية

## بطولات حققها
- بطولة العالم للفورمولا 1
- جائزة النمسا الكبرى 1977

## روابط خارجية
- آلان جونز على موقع Racing-Reference.info (الإنجليزية)
- آلان جونز على موقع DriverDB.com (الإنجليزية)
- آلان جونز على موقع قاعة أستراليا للمشاهير الرياضية (الإنجليزية)